# Амирли, Али Мамед оглы
Амирли Али Мамед оглы (род. 30 октября 1948, Новрузлу, Агдамский район) — азербайджанский писатель, сценарист, драматург. Член Союза писателей Азербайджана (с 1981), член Союза театральных деятелей Азербайджана (с 1998), Заслуженный деятель искусств Азербайджана (с 2015) . Заведующий кафедрой киноведения и экранной драматургии Азербайджанского государственного университета культуры и искусств, профессор.

## Биография
Али Амирли родился 30 октября 1948 года в селе Новрузлу Агдамского района. После окончания средней школы № 1 города Агдама работал разнорабочим на Бакинском электромашиностроительном заводе. Одновременно учился на вечернем отделении филологического факультета БГУ (1967—1972). 
В этот период публиковал короткие очерки и рассказы в широко распространенной заводской газете «Электрик». Работал корректором в типографии «Qizil Şərq» («Золотой Восток») (1969—1971). 
Привлёк внимание в литературном мире рассказами «Наследие», «Встреча», «Чайка», опубликованными в журнале «Азербайджан» (1971, № 8). Роман «Мейдан» опубликован в журнале «Азербайджан» (1992, N 1-2, 3-4). 
Был литературным работником Научно-исследовательского научно-технического информационного и технико-экономического научно-исследовательского института Госплана Азербайджана (1971—1973). 
Его произведения «Заявление», «Квадрат», «Наказание», «Малыш, что за слово беда?», «Белая овца и паршивая овца», «Два его ребра», «Семь пленников», «Пропавший муж», «Любовь на сцене», "Богатая «женщина», «Месенат» и другие в 1990—2003 годах были поставлены в театрах Баку. 
С 1999 года занимается преподавательской деятельностью. Является доцентом кафедры «Литературное творчество» Азербайджанского государственного университета культуры и искусств. 
Автор 7 книг рассказов, повестей и романов. В 2006 году вышла его книга «15 пьес». 
В 2000 году за литературные достижения удостоен премии «Хумай Илахяси». 
30 декабря 2015 года присвоено звание заслуженного деятеля искусств Азербайджана.

## Творчество
Али Амирли занимается литературным творчеством с 1971 года. За прошедшие годы десятки его рассказов, повестей и романов были опубликованы в периодических изданиях, в том числе в журналах «Азербайджан», «Улдуз», «Литературный Азербайджан». 
Является автором таких романов и рассказов, как «Илдырымотюрян», «Хождение перед будущей жизнью», «Харам», «Мейдан», «Озеро Сонал», «Один год», «Применение», «Пистолет», «Олю доган шяхяр» и более двадцати рассказов. 
С 1990 года занимается драматургическим творчеством. Его пьесы ставились в большинстве театров Азербайджана, в том числе в Азербайджанском государственном академическом национальном драматическом театре, Государственном театре музыкальной комедии, Государственном театре юного зрителя, Государственном молодежном театре, а также в Сумгаите, Гяндже, Шеки, Ленкорани, Газахе, Иреване, Мингечевире, Гусаре и других государственных театрах. 
Комедия «Два его ребра» была поставлена в Тбилиси, спектакль «Богатая женщина» — на таджикском языке в Государственном русском драматическом театре имени В. Маяковского (на русском языке) и Государственном молодёжном театре Таджикистана имени Вахидова. 
Спектакль театра Вахидова на таджикском языке был отмечен в двух номинациях и золотой медалью на III Международном театральном фестивале стран Ближнего Востока, проходившем в Алматы. «Богатая женщина», привлекшая внимание других театров на этом же фестивале, была показана на русском и кыргызском языках в 2009 году в Бишкекском городском драматическом театре имени А.Умуралиева в столице Кыргызстана. По этому произведению в Российском государственном драматическом театре имени М. Горького в Астане, новой столице Казахстана, готовится спектакль. 
Произведения драматурга переведены на русский, турецкий, таджикский, казахский, киргизский и другие языки. В 1993 году он написал «Бяла от слова беда?» Телеспектакль «Бала-башабяла» (1995) по мотивам комедии неоднократно транслировался по телеканалу AzTV и другим телеканалам страны и приобрел большую популярность.

## Книги
1. Bir qış günü (истории). 1977;
2. Yeddi hekayə. 1980;
3. İldırımötürən (повествование). 1983;
4. Axirətdən qabaq gəzinti (роман). 1989
5. Haram (роман и рассказ). 1992;
6. Meydan (роман). 1992;
7. Ölü doğan şəhər (роман). 1999;
8. 15 pyes (пьессы). 2006;
9. «Hasarın o üzü» (пьессы), 2010;
10. Ağdamda nəyim qaldı (книга), 2019.

## Пьессы
1. Заявление (1990 г.)
2. Квадрат (1992)
3. Тиран и актер (1992)
4. Белая овца и паршивая овца (1993)
5. Бала от слова Бала? (1993)
6. Счастливый день (1994)
7. Двадцать лет спустя (1995)
8. Ее два ребра (1996)
9. Семь узников (1996)
10. Старый дом (1996)
11. Пропавший муж или уфологические страсти (1997)
12. Богатая женщина (1999)
13. Любовь на сцене (1999)
14. Месенат (2001)
15. Врата рая (сценарий 24-серийного телефильма) (2003)
16. Мужчина и женщина (2003)
17. Любящая женщина (2004)
18. День Святого Валентина (2004)
19. Несмотря ни на что, или Ага Мухаммад Шах Каджар (2005)
20. Али и Нино (по мотивам одноименного романа Г. Саида) (2006)
21. Звездные войны (2007)
22. Ложная жизнь (2008)
23. По ту сторону забора (2008)
24. М.С.С. — я люблю тебя (2009)
25. Баку+Стамбул= (сценарий 10-серийного телефильма) (2010)
26. Главная роль для двух актрис
27. Нури-дида Джейхун (2018)
28. Империя красоты (2014)
29. Кастинг или премьера (2012)
30. Волшебное яблоко (2017)
31. Хаджи-Мурат (постановка произведения одноимённое, 2014)
32. Заламча (драма по мотивам одноименного произведения, 2015)
33. О, эта длинная любовная дорога (2018)
34. Без занавесок (2020)
35. Дядя Ангел (новелла, моноспектакль, 2020)

## Фильмография
1. Бала баша-бяла! (фильм, 1995)